# هیدتوکی تاکاهاشی
هیدتوکی تاکاهاشی (ژاپنی: 高橋 英辰) فوتبالیست پیشین و مربی فوتبال اهل ژاپن است.
هیدتوکی تاکاهاشی در تیم‌هایی همچون تیم ملی فوتبال ژاپن مربی‌گری کرده‌است.